# Marcello Malpighi
Marcello Malpighi (Crevalcore, 10 de março de 1628 — Roma, 29 de novembro de 1694) foi um médico, anatomista e biólogo italiano. Foi pioneiro na utilização do microscópio, sendo considerado por muitos um dos fundadores da fisiologia comparativa e da anatomia microscópica. Várias estruturas fisiológicas foram nomeadas em sua homenagem, como o corpúsculo de Malpighi (nos rins humanos) e os túbulos de Malpighi (sistema excretor de alguns invertebrados).
Malpighi cresceu na fazenda de seus pais, e aos 17 anos ingressou na Universidade de Bolonha. Lá, começou a estudar filosofia aristoteliana. Quando seu pai, sua mãe e sua avó paterna morreram, Malpighi teve de abandonar seus estudos para cuidar da família. Retornou à universidade dois anos depois, e se formou doutor em medicina em 1653. Casou-se com Francesca Massari, irmã mais nova de seu professor de anatomia, em 1654. Ela morreu um ano depois.

Opere, 1687

## Contribuições na área médica
Apesar de conduzir alguns de seus estudos com uso da vivissecção ou dissecação de corpos, seus maiores trabalhos parecem ter sido realizados com o uso do microscópio. Malpighi foi um dos primeiros cientistas a utilizar o aparelho para estudar minúsculas entidades biológicas. Por esse motivo, muitas estruturas anatômicas microscópicas foram nomeadas graças a ele, incluindo uma camada de pele (camada de Malpighi) e dois diferentes corpúsculos de Malpighi: nos rins (também chamado de Corpúsculo renal) e no baço.
Iniciando nos sapos e partindo para humanos em seguida, Malpighi descobriu a rede de capilares pulmonares, confirmando que era lá onde as trocas gasosas ocorriam e contrariando os cientistas que pensavam que o órgão não passava de uma massa de carne homogênea.
Ainda utilizando o microscópio como ferramenta, as principais áreas do corpo humano exploradas por Malpighi descreveu a camada mais interna da pele, as papilas das línguas, os rins, o fígado e o cérebro. Ele foi o primeiro, por exemplo, a detectar e existência dos glóbulos vermelhos e sua relação com a coloração sanguínea.

## Contribuições para a Física do Corpo Humano
A carreira de Malpighi não foi baseada pelo que ele tentava confirmar ou provar, mas pelo instrumento que lhe prolongava os sentidos e a visão, o qual o transportou nas suas viagens de observação e o tornou em um microscopista e a sua ciência na microscopia. Os seus escritos poderiam chamar-se "Viagens com o Microscópio", pois sua obra foi o diário de um viajante a um mundo invisível ao olho nu.
Infelizmente não se sabe muito sobre o instrumento através do qual Malpighi observou, mas sabemos que ele utilizava um microscópio com uma lente simples e, algumas vezes, outro com duas lentes. Em 1660 Malpighi usou um microscópio para ver capilares sanguíneos em rabos de peixes vivos.

### Pesquisa
Por volta dos 38 anos, e com uma notável carreira acadêmica, Malpighi decidiu dedicar seu tempo livre aos estudos anatômicos . Embora tenha realizado alguns de seus estudos usando vivissecção e outros através da dissecação de cadáveres, seus esforços mais ilustrativos parecem ter sido baseados no uso do microscópio. Devido a este trabalho, muitas estruturas anatômicas microscópicas são nomeadas em homenagem a Malpighi, incluindo uma camada de pele (camada de Malpighi) e dois corpúsculos de Malpighi diferentes nos rins e no baço, bem como os túbulos de Malpighi no sistema excretor dos insetos.
Embora um fabricante de óculos holandês tenha criado a lente composta e a inserido em um microscópio por volta da virada do século XVII, e Galileu tenha aplicado o princípio da lente composta na fabricação de seu microscópio patenteado em 1609, suas possibilidades como microscópio permaneceram inexploradas, por meio século, até que Robert Hooke melhorou o instrumento [carece de fontes]. Depois disso, Marcello Malpighi, Hooke e dois outros pesquisadores associados à Royal Society, Nehemiah Grew e Antoine van Leeuwenhoek, tiveram a sorte de ter uma ferramenta praticamente inexplorada em suas mãos quando começaram suas investigações.
Em 1661, Malpighi observou estruturas capilares em pulmões de sapos. A primeira tentativa de Malpighi de examinar a circulação nos pulmões foi em setembro de 1660, com a dissecação de ovelhas e outros mamíferos onde ele injetava tinta preta na artéria pulmonar. Traçando a distribuição das tintas através da artéria até as veias nos pulmões do animal, no entanto, o grande tamanho da ovelha/mamífero escolhido foi limitante para sua observação dos capilares, pois eles eram muito pequenos para ampliação. A dissecção do sapo de Malpighi em 1661, provou ser um tamanho adequado que pode ser ampliado para exibir a rede capilar não vista nos animais maiores. Ao descobrir e observar os capilares nos pulmões do sapo, Malpighi estudou o movimento do sangue em um sistema contido. Isso contrastava com a visão anterior de um sistema circulatório aberto no qual o sangue viria do fígado/baço e se acumularia em espaços abertos no corpo. Essa descoberta dos capilares também contribuiu para a teoria da circulação sanguínea de William Harvey, com os capilares atuando como a conexão das veias às artérias e confirmando um sistema fechado de circulação em animais.
Aprofundando sua análise dos pulmões, Malpighi identificou as vias aéreas ramificadas em cavidades esféricas de membranas finas que ele comparou a orifícios de favo de mel cercados por vasos capilares, em seu trabalho de 1661 “De pulmonibusobserves anatomicae”. Essas estruturas pulmonares agora conhecidas como alvéolos ele usou para descrever a via aérea como inalação e expiração contínuas com os alvéolos nas extremidades da via agindo como uma “esponja imperfeita” para o ar entrar no corpo. Extrapolando para humanos, ele ofereceu uma explicação de como o ar e o sangue se misturam nos pulmões. Malpighi também usou o microscópio para seus estudos da pele, rins e fígado. 

## Algumas das obras importantes de Malpighi

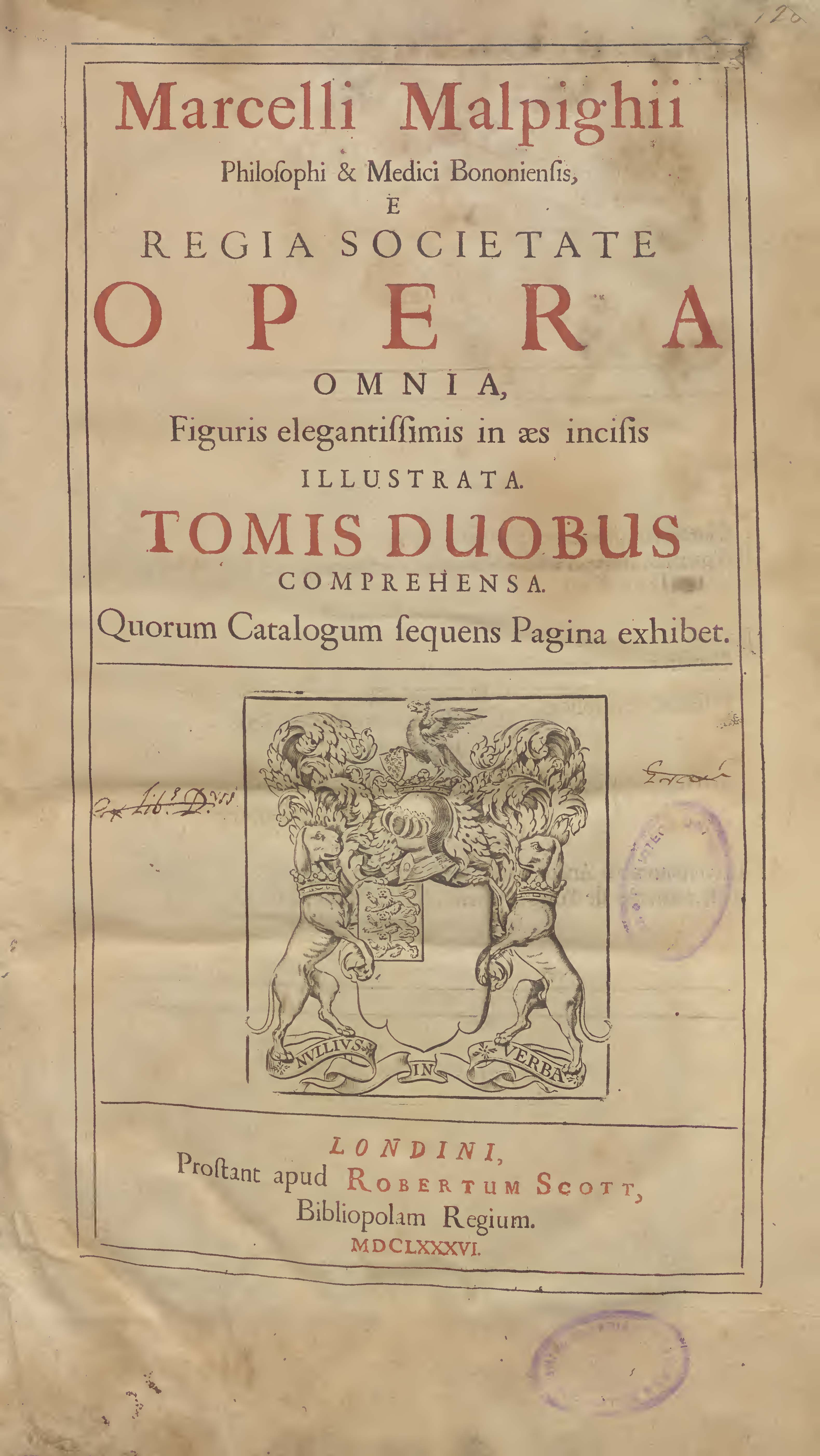
Opera Omnia (Complete Works), Londres 1686

- Anatome Plantarum, dois volumes publicados em 1675 e 1679, um estudo exaustivo de botânica publicado pela Royal Society.
- De viscerum structura exercitatio
- De pulmonis epistolae
- De polypo cordis, 1666
- Dissertatio epistolica de formatione pulli in ovo, 1673